# Luciferidae
De Luciferidae zijn een familie van kreeftachtigen uit de orde van de tienpotigen (Decapoda).

## Geslachten
- Lucifer J.V. Thompson, 1829
- Belzebub Vereshchaka, Olesen & Lunina, 2016